# 청성초등학교 (충북)
청성초등학교는 대한민국 충청북도 옥천군 청성면 산계리에 있는 공립 초등학교이다.

## 학교 연혁
- 1932년 4월 23일 청성공립보통학교 개교(1/2학년 52명, 설립인가 3월 21일)
- 1938년 4월 1일 청성공립심상소학교로 개칭
- 1941년 4월 1일 청성공립국민학교로 개칭
- 1983년 3월 9일 병설유치원 개원
- 1995년 3월 1일 신서분교장 본교 통폐합
- 1996년 3월 1일 청성초등학교로 교명 변경
- 1999년 9월 1일 화성분교장 본교 통폐합
- 2000년 3월 1일 묘금분교장 본교 통폐합
- 2000년 7월 15일 후관 교사 5개 교실 증축
- 2004년 11월 8일 과학실, 도서실 증축, 강당 리모델링
- 2009년 3월 1일 능월분교장 본교 통폐합
- 2017년 2월 17일 제82회 졸업 2명(총 3,905명)

## 참고 자료
- 청성초등학교 - 한국교육학술정보원 학교알리미